# Kasper Winding
Kasper Winding, född 21 juni 1956 i Köpenhamn, är en dansk musiker, musikproducent och skådespelare. Han var gift med Brigitte Nielsen 1983–1984, och de har en son, Julian, ihop. Han är också äldre halvbror till filmregissören Nicolas Winding Refn.

## Diskografi
- Kick (1980)
- Attitudes and Broken Hearts (1981)
- Swing (1983)
- Daddy’s in Rare form Tonight (1987)
- No. 5 (1989)
- No. 6 (1990)
- Uno, deux, drei, four (1992)
- Pop from the Deep End (1996)
- Vibe-O-gram (1999)
- The Collection (1987 og 2000, inofficiell utgåva)
- Lidt til og meget mere (2000, "Greatest Hits")
- Domestika (25 oktober 2004)

## Filmmusik (urval)
- 1976 – Snuten som rensade upp
- 1978 – Släkten
- 1985 – De flygande djävlarna
- 1991 – Den stora badardagen